# Hemerobius zernyi
Hemerobius zernyi is een insect uit de familie van de bruine gaasvliegen (Hemerobiidae), die tot de orde netvleugeligen (Neuroptera) behoort. 
Hemerobius zernyi is voor het eerst wetenschappelijk beschreven door Esben-Petersen in 1935.